# Devarodes chepta
Devarodes chepta là một loài bướm đêm trong họ Geometridae.